# Лозница, Сергей Владимирович
Серге́й Влади́мирович Лозни́ца (бел. Сяргей Уладзіміравіч Лазніца, укр. Сергій Володимирович Лозниця, род. 5 сентября 1964, Барановичи, Брестская область) — украинский кинорежиссёр белорусского происхождения, режиссёр документального и игрового кино, сценарист.

## Биография
Вырос в Киеве, куда семья переехала из Барановичей. Родители работали ведущими инженерами в КБ Антонова.
В 1981 году поступил в Киевский политехнический институт на кафедру прикладной математики факультета систем управления. В 1987 году окончил институт, защитил диплом по специальности инженер-математик.
С 1987 по 1991 год работал научным сотрудником в Институте кибернетики. Занимался разработкой экспертных систем, систем принятия решений и проблемами искусственного интеллекта. Параллельно работал переводчиком с японского языка.
В 1991 году поступил во ВГИК на отделение режиссуры игрового кино в мастерскую Наны Джорджадзе. В 1997 году окончил институт с отличием.
С 2000 года работал на Санкт-Петербургской студии документальных фильмов режиссёром.
В 2001 году эмигрировал в Германию.

### Общественная позиция
28 февраля 2022 года Лозница ушёл из Европейской киноакадемии из-за её слабой реакции на вторжение России на Украину: «Вот уже четыре дня подряд российская армия опустошает украинские города и села, убивает украинских граждан. Неужели вы — гуманисты, защитники прав и достоинства человека, поборники свободы и демократии — боитесь назвать войну войной, осудить варварство и выразить свой протест?». На следующий день EFA выступила с более решительным заявлением, призывающим к бойкоту российского кино. В ответ Лозница выступил с заявлением, осуждающим бойкот: «Многие друзья и коллеги, российские кинематографисты, выступили против этой безумной войны. Люди. Они, как и мы, жертвы этой агрессии».
18 марта 2022 года Украинская киноакадемия исключила Лозницу за противодействие бойкоту российских фильмов, заявив, что «когда Украина пытается защитить свою независимость, ключевой концепцией в риторике каждого украинца должно быть его национальная принадлежность». 21  мая, получая награду Каннского фестиваля за вклад в киноискусство, режиссер выступил с речью против требований бойкота русской культуры. Он отметил, что требование запрета культуры равносильно требованию запрета языка, оно «архаично и деструктивно по своей природе», «столь же безнравственное, сколь и безумное». «Как можно запретить язык, на котором разговаривает 350 миллионов человек на земном шаре?» — заявил Лозница.

### Семья
Женат, имеет двух дочерей.

## Фильмография

### Режиссёр
Игровые фильмы
- 2010 — Счастье моё
- 2012 — В тумане
- 2017 — Кроткая
- 2018 — Донбасс
- 2025 — Два прокурора

Документальные фильмы
- 1996 — Сегодня мы построим дом (короткометражный; совместно с М. Магамбетовым)
- 1998 — Жизнь, осень (короткометражный; совместно с М. Магамбетовым)
- 2000 — Полустанок (короткометражный
- 2001 — Поселение
- 2002 — Портрет (короткометражный
- 2003 — Пейзаж
- 2004 — Фабрика (короткометражный)
- 2005 — Блокада
- 2006 — Артель (короткометражный)
- 2008 — Представление
- 2008 — Северный свет
- 2012 — Чудо святого Антония (короткометражный)
- 2012 — Письмо (короткометражный)
- 2014 — Майдан
- 2014 — Старое еврейское кладбище (короткометражный)
- 2015 — Событие
- 2017 — Аустерлиц
- 2017 — День победы
- 2018 — Процесс
- 2019 — Государственные похороны
- 2020 — Ночь в опере
- 2021 — Бабий Яр. Контекст
- 2021 — Господин Ландсбергис
- 2022 — Киевский процесс
- 2022 — Естественная история разрушения
- 2024 — Вторжение

### Сценарист
- 1996 — Сегодня мы построим дом (короткометражный; совместно с М. Магамбетовым)
- 1998 — Жизнь, осень (короткометражный; совместно с М. Магамбетовым)
- 2000 — Полустанок (короткометражный)
- 2001 — Поселение
- 2002 — Портрет (короткометражный)
- 2003 — Пейзаж
- 2004 — Фабрика (короткометражный
- 2005 — Блокада
- 2006 — Артель (короткометражный)
- 2008 — Представление
- 2010 — Счастье моё
- 2014 — Старое еврейское кладбище (короткометражный)
- 2015 — Событие
- 2017 — Аустерлиц
- 2017 — День победы
- 2017 — Кроткая
- 2018 — Донбасс
- 2018 — Процесс
- 2019 — Государственные похороны
- 2020 — Ночь в опере
- 2021 — Бабий Яр. Контекст
- 2021 — Господин Ландсбергис

## Награды
- «Слово»

За фильм «Сегодня мы построим дом»
- 1996 — приз за лучший дебют VI МКФ «Послание к человеку»
- 1996 — гран-при МКФ в Аугсбурге
- 1996 — приз «Бронзовый Дракон» Кинофестиваля в Кракове
- 1996 — гран-при, приз телеканала MDR Международного фестиваля документального и анимационного кино в Лейпциге
- 1996 — приз «За лучший документальный фильм» МКФ студенческих фильмов в Тель-Авиве
- 1996 — приз «За лучший документальный фильм» МКФ фильмов для молодёжи в Потсдаме
- 1996 — приз «За лучший дебют» VII Открытого фестиваля неигрового кино «Россия»

За фильм «Жизнь, осень»
- 1999 — «Серебряный Кентавр» IX МКФ «Послание к человеку»
- 1999 — приз «Вилли Брандт» Берлинского международного кинофестиваля
- 1999 — приз «Мануэль ди Оливейра» МКФ в Вива де Кондо
- 1999 — гран-при, приз публики МКФ этнографических фильмов в Берлине
- 1999 — гран-при МФ визуального искусства в Гиоре

За фильм «Полустанок»
- 2000 — гран-при МКФ в Лионе
- 2000 — приз «Серебряный Голубь» Международного фестиваля документального и анимационного кино в Лейпциге
- 2000 — приз «За лучший документальный фильм» XI Открытого фестиваля неигрового кино «Россия»
- 2000 — приз «Лавровая ветвь» — «За лучший документальный кинофильм»

За фильм «Поселение»
- 2001 — главный приз в конкурсе неигрового кино Российского национального фестиваля игровых (полнометражных), документальных и анимационных фильмов «Окно в Европу»
- 2001 — приз жюри Международного кинофестиваля в Карловых Варах
- 2001 — приз «Серебряный Голубь» Международного фестиваля документального и анимационного кино в Лейпциге
- 2002 — приз «За лучший документальный фильм» МКФ антропологических и социальных документальных фильмов в Париже
- 2002 — приз жюри МКФ в Гьере
- 2002 — приз «За лучший документальный фильм» МКФ в Манчестере

За фильм «Портрет»
- 2001 — первый приз в конкурсе «Cinéfondation» 54-го Каннского кинофестиваля
- 2002 — приз «Серебряный Голубь» Международного фестиваля документального и анимационного кино в Лейпциге
- 2003 — приз «За лучший документальный фильм» МКФ антропологических и социальных документальных фильмов в Париже
- 2003 — приз жюри Международного кинофестиваля в Карловых Варах
- 2003 — гран-при Международного кинофестиваля короткометражного кино в Оберхаузене

За фильм «Пейзаж»
- 2003 — гран-при МКФ в Брюсселе

За фильм «Фабрика»
- 2004 — гран-при МКФ в Лионе
- 2005 — приз «За лучший зарубежный фильм» МКФ короткометражных фильмов в Торонто

За фильм «Блокада»
- 2005 — специальный диплом жюри Международного фестиваля фильмов о правах человека «Сталкер» в Москве[10]
- 2005 — приз жюри Гильдии киноведов и кинокритиков России «Белый слон» — «За принципиальную новизну работы с хроникальным материалом и достижение эффекта „запечатленного времени“»
- 2006 — премия «За лучший неигровой фильм» — 19-й кинопремии «Ника»
- 2006 — премия «Лавровая ветвь» — «За лучший неигровой фильм на киноплёнке»

За фильм «Артель»
- 2007 — приз «За лучший документальный фильм» Международного кинофестиваля в Карловых Варах

За фильм «Представление»
- 2008 — приз «За лучший полнометражный фильм» XIX Открытого фестиваля неигрового кино «Россия»

За фильм «Счастье моё»
- 2010 — приз «За лучшую режиссуру» XXI фестиваля «Кинотавр»[11]
- 2010 — «Лучший игровой фильм» VII Ереванского кинофестиваля «Золотой абрикос» — 2-й приз фестиваля[источник не указан 734 дня]
- 2010 — гран-при XVII Минского международного кинофестиваля «Лістапад»[источник не указан 734 дня]
- 2010 — гран-при Первого Международного фестиваля молодого кино «VOICES» (Вологда)[источник не указан 734 дня]
- 2010 — гран-при и приз ФИПРЕССИ 40-го фестиваля «Молодость» (Киев)[источник не указан 734 дня]
- 2010 — гран-при МКФ в Лагове[источник не указан 734 дня]
- 2010 — приз «За лучший сценарий» Открытого фестиваля кино стран СНГ и Балтии «Киношок»[источник не указан 734 дня]
- 2010 — премия «За лучший дебют» Гильдии киноведов и кинокритиков России «Белый слон»[источник не указан 1280 дней]
- 2010 — гран-при МКФ в Таллине[источник не указан 734 дня]
- 2010 — гран-при МКФ в Лодзь[источник не указан 734 дня]

За фильм «В тумане»
- 2012 — премия ФИПРЕССИ на 65-го Каннского кинофестиваля[12]
- 2012 — гран-при VI Международного кинофестиваля «Зеркало» им. А. Тарковского[13]
- 2012 — Главный приз (Золотой абрикос) за лучший фильм на Ереванском международном кинофестивале «Золотой абрикос»[14].
- 2012 — Главный приз 3-го Одесского международного кинофестиваля за лучший фильм[источник не указан 734 дня]
- 2012 — Гран-при XXII международного кинофорума «Золотой Витязь»[источник не указан 734 дня]
- 2012 — Гран-при за лучший фильм «Золото Лістапада» на кинофестивале Листопад[источник не указан 734 дня]

За фильм «Майдан»
- 2015 — гран-при IX международного фестиваля фильмов о правах человека в Нюрнберге[источник не указан 734 дня]

За фильм «Донбасс»
- 2018 — приз «За пронзительный взгляд на войну на его родине, в Украине» 71-го Каннского кинофестиваля — во втором по значимости конкурсе «Особый взгляд»[15]
- 2019 — Государственная премия Украины имени Александра Довженко — «За создания фильма»[16]

За фильм «Государственные похороны»
- 2019 — премия «Лавровая ветвь» — «Лучший арт-фильм» года на Международном фестивале документального кино «Артдокфест» в Москве[17].

За фильм «Бабий Яр. Контекст»
- 2021 — Специальный приз жюри Golden Eye Каннского кинофестиваля[18]
- 2021 — Гран-при «Золотой кентавр» XXXI международного кинофестиваля «Послание к Человеку»[19]

За фильм «Господин Ландсбергис»
- 2021 — приз за лучший фильм на Фестивале документального кино в Амстердаме (IDFA)[20]

За фильм «Два прокурора»
- 2025 — Приз Франсуа Шале на Каннском кинофестивале[21]